# Phố người Hoa Yokohama
Đừng nhầm lẫn với khu phố người Hoa nhỏ hơn của Tokyo ở quận Ikebukuro
Phố người Hoa Yokohama (Nhật: 横浜中華街 Hepburn: Yokohama chūkagai), tiếng Trung: 横滨中华街; bính âm: Héngbīn Zhonghua Jie; Quảng Đông Jyutping: Waang4 ban1 zung1 waa4 gaai1) nằm ở Yokohama, phía nam Tokyo, Nhật Bản. Khu phố này đã có lịch sử khoảng hơn 160 năm. Ngày nay không còn nhiều người Trung Quốc vẫn sống ở khu phố Tàu này, với số lượng khoảng 3.000 đến 4.000 người. Hầu hết cư dân nơi đây đến từ Quảng Châu, còn lại là đến từ các khu vực khác.

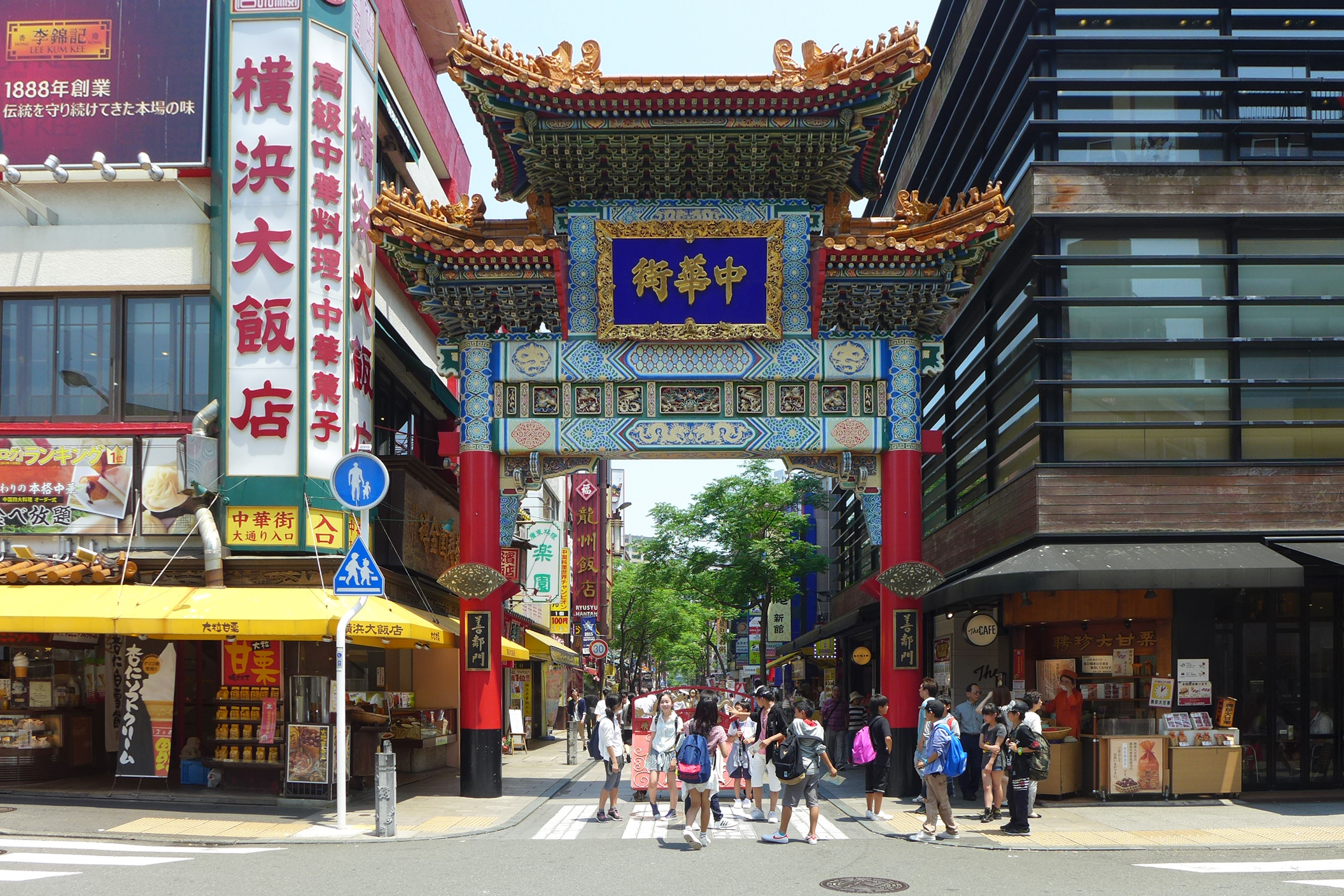
Cổng Thiện Chí ở phố người Hoa Yokohama

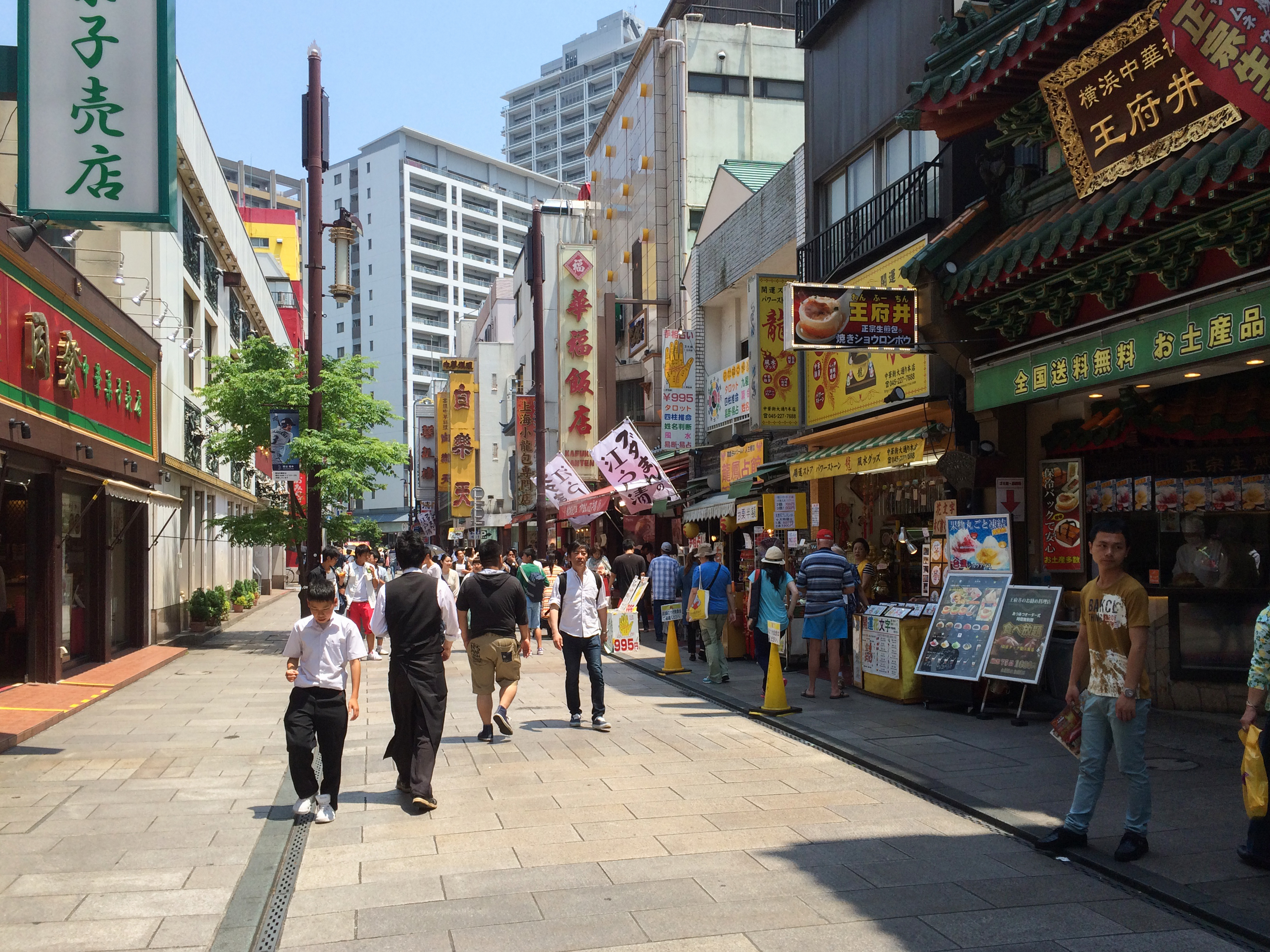
Khu vực đi bộ

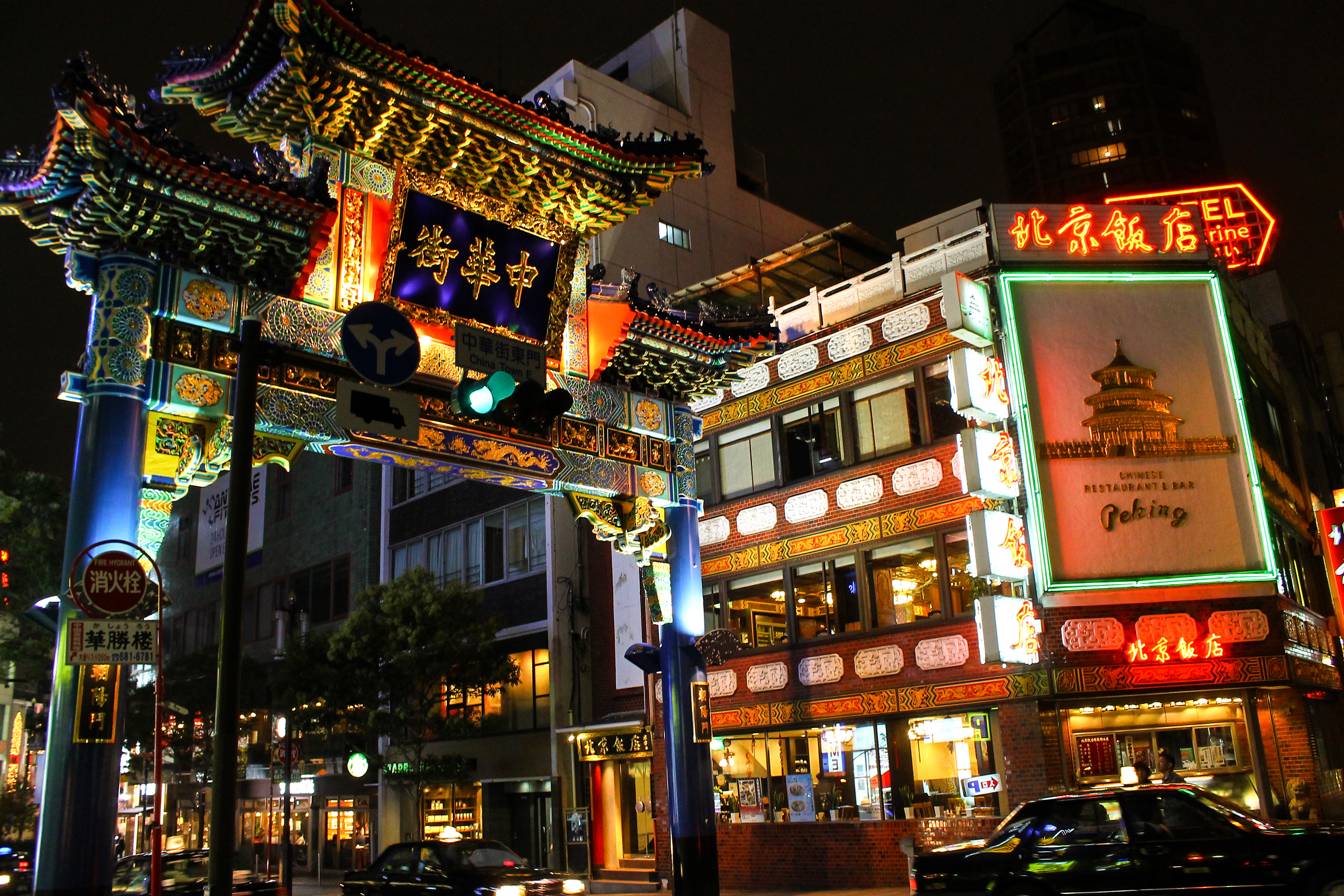
Cổng phía đông của khu phố người Hoa Yokohama vào ban đêm

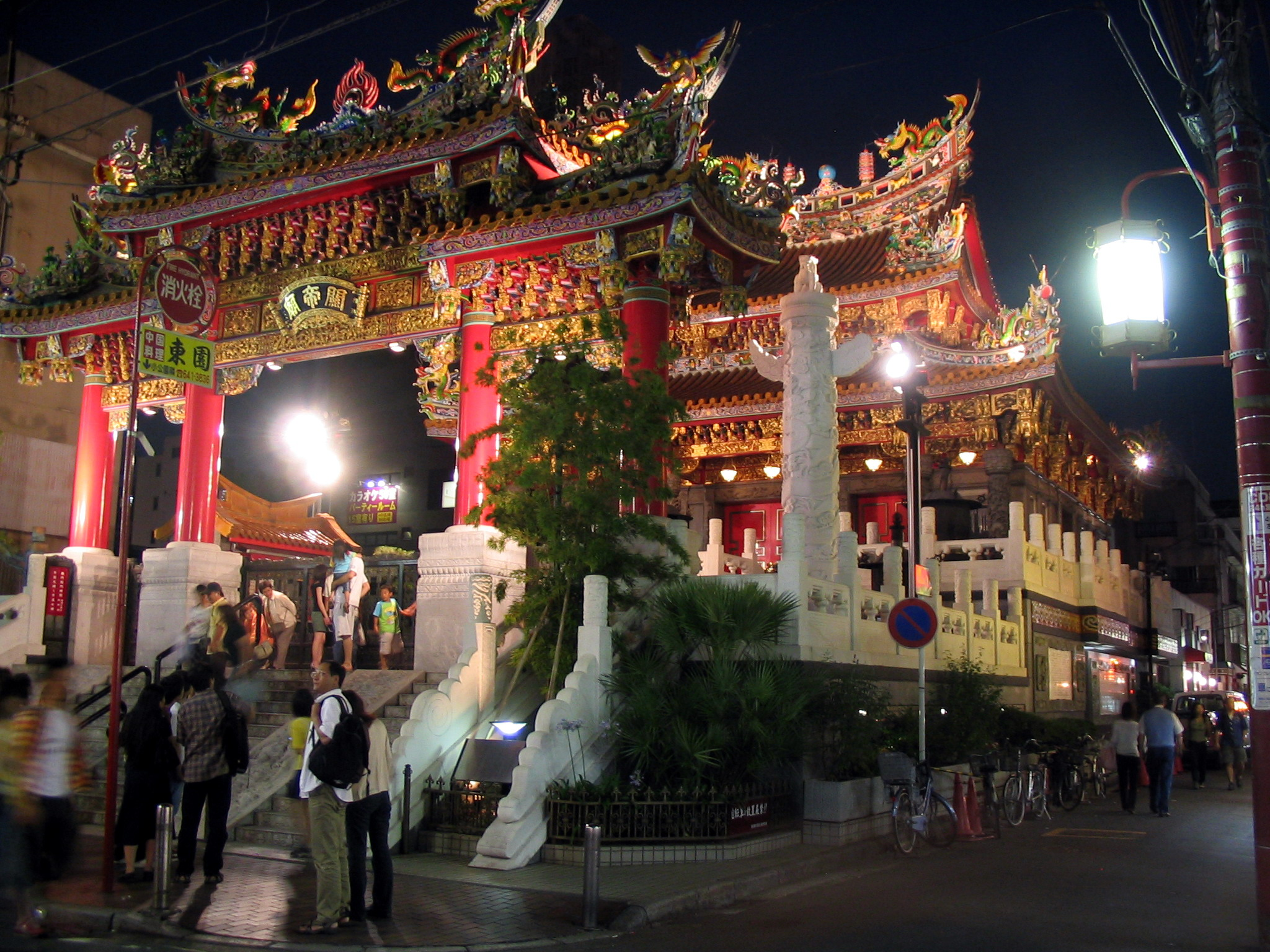
Đền Kwan Tai ở khu phố người Hoa Yokohama

Phố người Hoa Yokohama là khu phố Tàu lớn nhất tại Nhật Bản (lớn hơn khu phố người Hoa ở cả Kobe và Nagasaki) và đây là một trong những khu phố người Hoa lớn nhất của châu Á. Có khoảng 300 cửa hàng và nhà hàng thuộc sở hữu của người Trung Quốc nằm rải rác trong khu phố này, với một khu vực 500 mét vuông có lượng tập trung đông đảo nhất.

## Lịch sử
Năm 1859, khi cảng biển được mở tại Yokohama, nhiều người nhập cư Trung Quốc đã đến Nhật Bản và hình thành các khu định cư. Sau đó, dịch vụ phà từ Yokohama đến Thượng Hải và Hồng Kông cũng bắt đầu phát triển. Nhiều thương nhân Trung Quốc đã đến Nhật Bản, họ xây dựng một trường học Trung Quốc, trung tâm cộng đồng Trung Quốc và nhiều cơ sở khác, từ đó tạo nên sự khởi đầu của khu phố người Hoa tại đây. Tuy nhiên, các quy định của chính phủ vào thời điểm đó yêu cầu người nhập cư không được phép sống bên ngoài khu vực định cư nước ngoài được chỉ định. Năm 1899, những luật lệ mới được ban hành đã cho phép người Trung Quốc tại Nhật được tự do di chuyển hơn, đồng thời củng cố các quy tắc nghiêm ngặt về những loại hình công việc mà người Trung Quốc được phép thực hiện.
Năm 1923, Khu vực Kanto bị tàn phá bởi trận động đất Kantō. Khoảng 100.000 người đã thiệt mạng và khoảng 1,9 triệu người trở thành vô gia cư. Khu phố Tàu cũng chịu thiệt hại nặng nề, nhiều người nhập cư đã chọn trở về Trung Quốc thay vì xây dựng lại cuộc sống của họ ở Yokohama.
Năm 1937, chiến tranh toàn diện giữa Trung Quốc và Nhật Bản nổ ra, khiến cho phố người Hoa ở Nhật bị đình trệ. Sau khi chiến tranh kết thúc, phố người Hoa tại đây lại tiếp tục phát triển. Năm 1955, một cổng thiện chí lớn đã được xây dựng. Lúc này, khu phố Tàu tại Yokohama chính thức được công nhận và có tên gọi là Yokohama Chukagai (Phố người Hoa Yokohama).
Đến năm 1972, Nhật Bản thiết lập quan hệ ngoại giao với Cộng hòa Nhân dân Trung Hoa, cắt đứt quan hệ với Trung Hoa Dân Quốc tại Đài Loan. Sự quan tâm của người dân Nhật Bản dần tăng lên, dẫn đến sự bùng nổ về số lượng du khách đến phố người Hoa. Nơi đây nhanh chóng trở thành một điểm tham quan chính tại Yokohama.
Vào ngày 1 tháng 2 năm 2004, tuyến đường sắt Minatomirai đã được khai trương, cùng với đó là ga Motomachi-Chūkagai được khánh thành, phục vụ trực tiếp cho phố người Hoa tại đây.

## Di chuyển
Có thể đến khu phố Tàu bằng tàu hỏa, xe buýt, phà hoặc xe hơi.

### Tàu hỏa
- Tuyến Minatomirai, Ga Motomachi-Chūkagai (35 phút từ ga Shibuya ở Tokyo)
- Tuyến Negishi, Ga Ishikawachō (50 phút từ ga Shinagawa ở Tokyo)

### Xe buýt
Có 6 tuyến xe buýt từ bến xe buýt phía đông của ga Yokohama và 16 tuyến xe buýt từ bến xe buýt của ga Sakuragichō đi đến khu phố người Hoa của Yokohama.

### Xa lộ
- Đường cao tốc Shuto K1 Tuyến đường Yokohane, Lối ra Yokohama Kōen (Công viên Yokohama)
- Đường cao tốc Shuto K3 Kariba. (Tại Giao lộ đường cao tốc Tomei, đi qua Đường tránh Hodogaya, sau đó đi ra tại Shin Yamashita.)
- Tuyến đường Wangan của đường cao tốc Shuto (Thông qua tuyến đường Tokyo Bay Aqua, đi ra tại Shin Yamashita.)
- Đường cao tốc Tomei (Qua đường tránh Hodogaya)